# Камбрия (тауншип, Миннесота)
Камбрия (англ. Cambria) — тауншип в округе Блу-Эрт, Миннесота, США. На 2000 год его население составило 271 человек.

## География
По данным Бюро переписи населения США площадь тауншипа составляет 51,0 км², из которых 50,9 км² занимает суша, а 0,1 км² — вода (0,20 %).

## Демография
По данным переписи населения 2000 года здесь находились 271 человек, 107 домохозяйств и 80 семей.  Плотность населения —  5,3 чел./км².  На территории тауншипа расположено 115 построек со средней плотностью 2,3 построек на один квадратный километр. Расовый состав населения: 98,15 % белых, 0,74 % азиатов, 0,37 % — других рас США и 0,74 % приходится на две или более других рас. Испанцы или латиноамериканцы любой расы составляли 0,37 % от популяции тауншипа.
Из 107 домохозяйств в 32,7 % воспитывались дети до 18 лет, в 64,5 % проживали супружеские пары, в 9,3 % проживали незамужние женщины и в 25,2 % домохозяйств проживали несемейные люди. 21,5 % домохозяйств состояли из одного человека, при том 7,5 % из — одиноких пожилых людей старше 65 лет. Средний размер домохозяйства — 2,53, а семьи — 2,94 человека.
27,3 % населения младше 18 лет, 6,6 % в возрасте от 18 до 24 лет, 26,9 % от 25 до 44, 28,8 % от 45 до 64 и 10,3 % старше 65 лет. Средний возраст — 40 лет. На каждые 100 женщин приходилось 99,3 мужчин.  На каждые 100 женщин старше 18 приходилось 99,0 мужчин.
Средний годовой доход домохозяйства составлял 40 625 долларов, а средний годовой доход семьи —  50 469 долларов. Средний доход мужчин —  35 104  доллара, в то время как у женщин — 23 750. Доход на душу населения составил 21 900 долларов. За чертой бедности не находилась ни одна семья и 1,3 % всего населения тауншипа, из которых 11,1 % старше 65 лет.